# Fuero
Il fuero (in basco foru, in catalano fur, in galiziano foro) è un corpo di leggi, da annoverare fra le più importanti fonti del diritto spagnolo ed è il risultato di una particolare selezione di norme consuetudinarie da adoperare in un processo.

## Descrizione
I fueros sono le forme maggiormente risalenti al diritto locale e trovarono diffusione nella penisola iberica attorno all'XI secolo, quando le principali consuetudini vennero raccolte nei fueros breves che nel corso dell'XI e del XII secolo si arricchirono e consolidarono diventando così noti con il nome di Fueros extensos. Tra i più importanti fuero c'è il Fuero Juzgo del 1241, che è una versione in lingua castigliana del Liber Iudiciorum promulgate dal re visigoto di Hispania, Chindasvindo, nel 643.
La Castiglia fu infatti il primo regno della penisola iberica ad attuare una politica di uniformazione giuridica a discapito dei particolarismi locali. I fueros castigliani avevano perciò valore generale in modo da ordinare ed uniformare l'ordinamento giuridico sul territorio. Altre esperienze del genere si registrano in Navarra (Fuero general de Navarra) ed Aragona (Fueros de Aragón). In seguito mentre la Castiglia fu il primo porto d'approdo al processo di "recezione" del diritto romano in Spagna, in Navarra ed Aragona le nobiltà locali erano restie all'importazione del diritto romano, visto come diritto imperiale che minacciava le consuetudini locali e il loro potere sul territorio.
In un contesto più ristretto il fuero rappresentava il riconoscimento scritto che il signore feudale faceva nei confronti di realtà più piccole ed avevano generalmente ad oggetto il patrimonio. Per questa ragione fuero diventò presto sinonimo di privilegio accordato dal Signore.

## Denominazione delle comunità autonome
L'odierna comunità autonoma della Navarra è ufficialmente denominata Comunità Forale della Navarra e dalla costituzione spagnola è prevista la possibilità di unione a seguito di referendum tra i Paesi Baschi e la Navarra.